# Иваново-Николаевский сельсовет
Иваново-Николаевский сельский совет — муниципальное образование в составе Енотаевского района Астраханской области, Российская Федерация. Административный центр — село Ивановка.

## Географическое положение
Граница сельсовета начинается от точки пересечения границ Фёдоровского сельсовета и Республики Калмыкия. Граница идет в северо-восточном направлении на протяжении 13000 м до канала Ивановской обводнительно-оросительной системы, далее вдоль него до реки Енотаевка, идёт по её середине до реки Кривая Воложка, по её середине до левого берега реки Енотаевка. Затем идёт на северо-восток на протяжении 700 м, далее идет в юго-восточном направлении на протяжении 500 м, поворачивает на северо-восток на протяжении 200 м, идёт в юго-восточном направлении на протяжении 4700 м, пересекая ерик Першин. Затем идет в юго-западном направлении на протяжении 1500 м, после — в северном направлении на протяжении 1700 м до ерика Харанаман, по середине ериков Харанаман, Кривой до границы муниципального образования «Харабалинский район».
Далее идет в юго-восточном направлении до ерика Быстрый, по его середине в южном направлении до безымянного ерика на протяжении 800 м, затем идет по его середине до ерика Грязный. Далее в юго-западном направлении на протяжении 800 м до ерика безымянный, затем идет по середине этого ерика на протяжении 1600 м. Далее идет в юго-западном направлении до реки Волга на протяжении 6700 м, после по середине Волги на протяжении 3500 м, пересекая её, и идет вдоль правого берега на протяжении 1500 м. Затем граница идет в северо-западном направлении до реки Кабан, далее по её середине до реки Старая Волга, по её правому берегу до реки Воложка, по её середине до реки Енотаевка, идёт по середине реки Енотаевка на протяжении 1700 м, далее в юго-западном направлении до автодороги Астрахань — Москва, идет вдоль дороги на протяжении 1000 м, поворачивает на юго-запад на протяжении 4700 м, затем идет в северо-западном направлении на протяжении 1700 м, далее идет в юго-западном направлении на протяжении 1000 м, в юго-восточном направлении на протяжении 1200 м, далее идет в юго-западном направлении на протяжении 800 м, затем идет в юго-восточном направлении на протяжении 7000 м, далее граница идет в юго-западном направлении на протяжении 6500 м, затем идет в северо-западном направлении на протяжении 1500 м, далее идет в юго-западном направлении на протяжении 12500 м до границы с Республикой Калмыкия. Затем идет по линии границы с Астраханской областью до первоначальной точки.

## Население
| 2010  | 2012  | 2013  | 2014  | 2015  | 2016  | 2017  |
| ----- | ----- | ----- | ----- | ----- | ----- | ----- |
| 1149  | ↗1153 | ↗1162 | ↘1141 | ↘1129 | ↘1121 | →1121 |
| 2018  | 2019  | 2020  | 2021  |       |       |       |
| ↘1099 | ↘1072 | ↘1069 | ↘923  |       |       |       |

Население сельсовета на 2010 год составляло 1149 человек, из них 562 (48,9 %) мужчин и 587 женщин (51,1 %).
На 2012 год население составляло 1144 человека, из них по национальному составу:
- Русские — 770
- Казахи — 194
- Чечены — 81
- Корейцы — 67
- Кумыки, цахуры — 4
- татары — 3
- Калмыки, молдаване — 2
- лезгины, литовцы, даргинцы, армяне — 1
- Национальность не определена — 13

## Состав
В состав сельсовета входят следующие населённые пункты:
| Населённый пункт | Население, человек (2010) |
| ---------------- | ------------------------- |
| Ивановка, село   | ↗731                      |
| Николаевка, село | ↗418                      |

## Объекты социальной сферы
На территории с. Ивановка действует фельдшерско-акушерский пункт, школа МБОУ «ООШ с. Ивановки», сельский Дом культуры.